# Acalypha indica
Acalypha indica är en törelväxtart som beskrevs av Carl von Linné. Acalypha indica ingår i släktet akalyfor, och familjen törelväxter. Inga underarter finns listade i Catalogue of Life.

## Bildgalleri

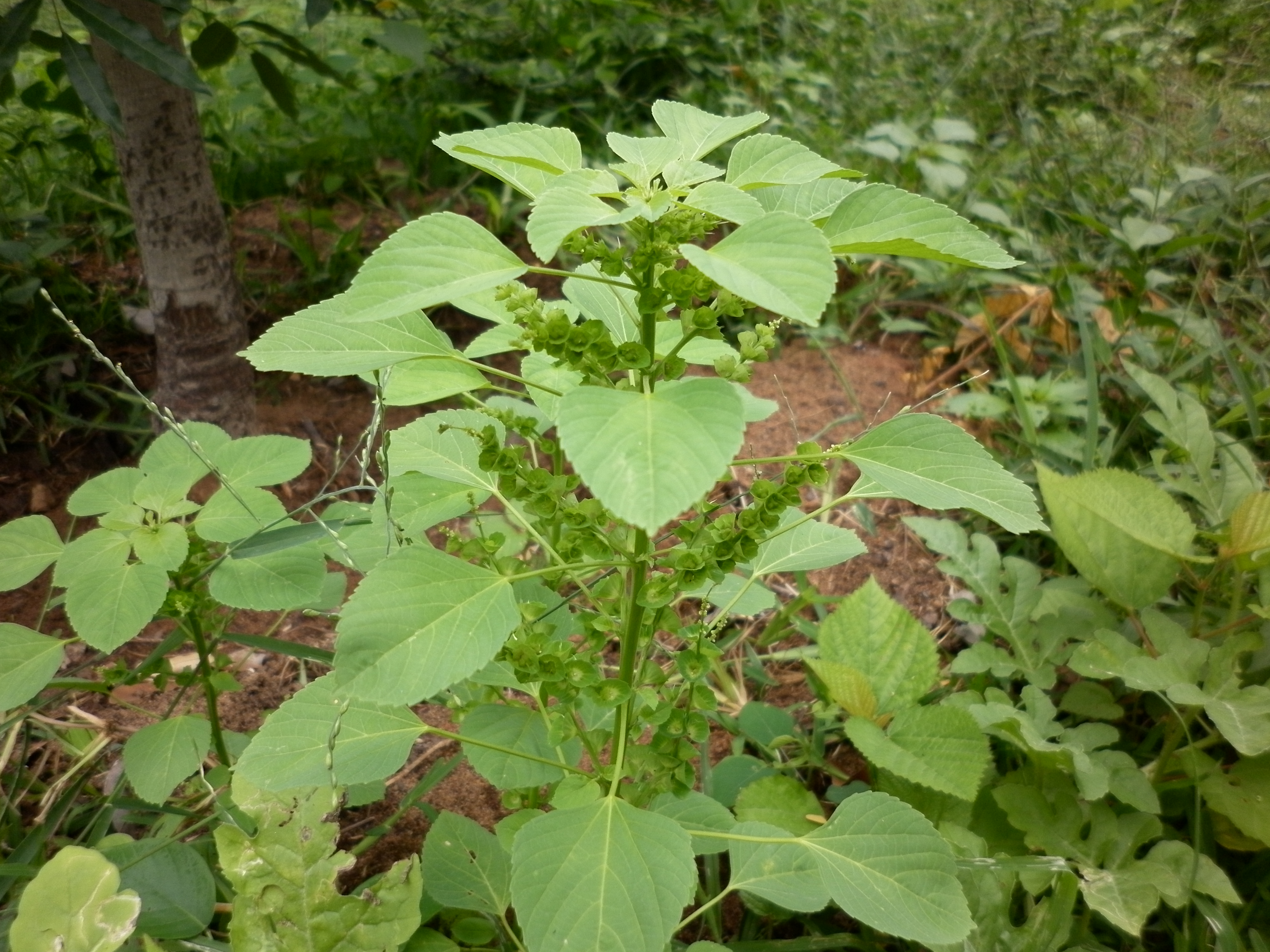